# 貿易利得
在经济学中，貿易利得（英語：gains from trade，又譯作貿易得益、貿易利益、貿易的好處、貿易收益）是指经济主体之间自愿贸易的增加所带来的净收益。技术上，它是降低关税或以其他方式自由化贸易带来的消费者剩余增量加上生产者剩余增量。

## 解釋

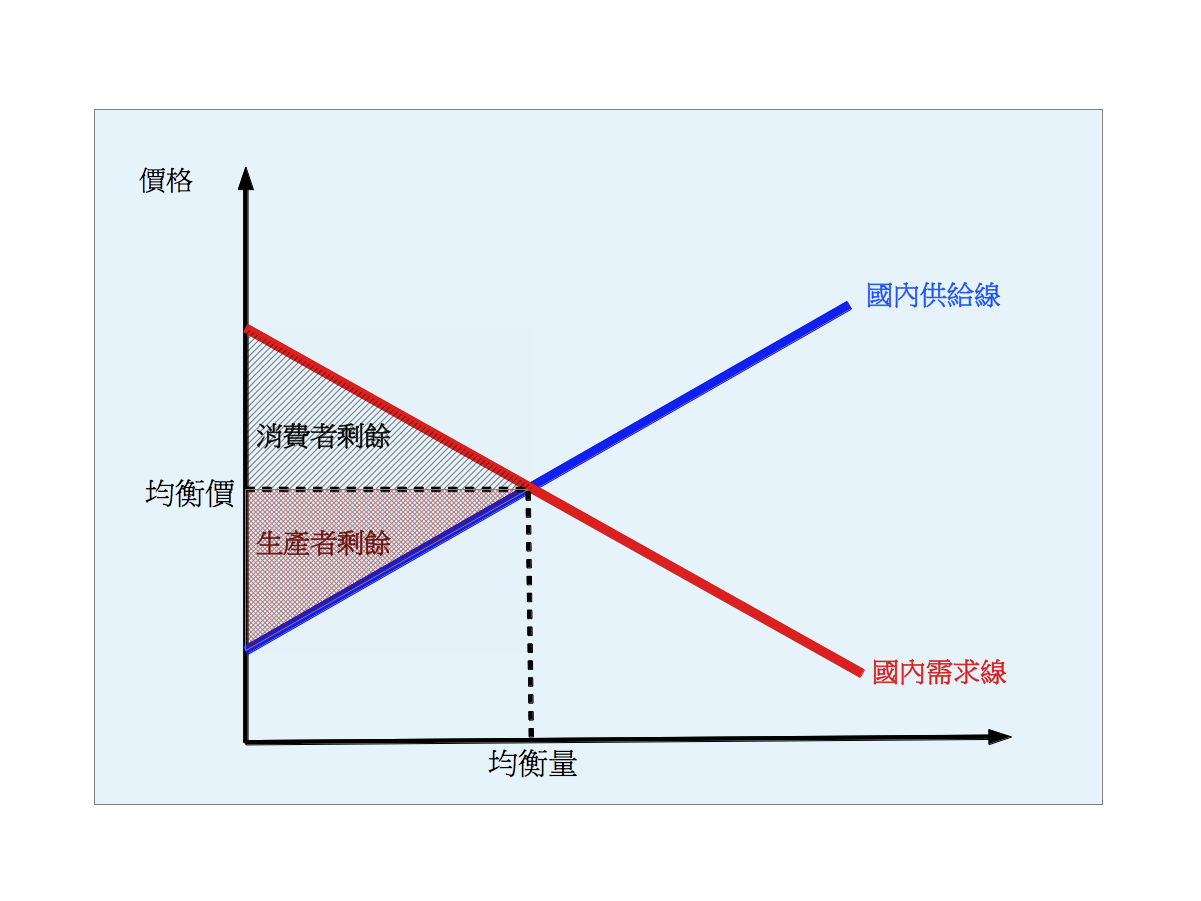
一國未與他國貿易前，生產者與消費者剩餘。

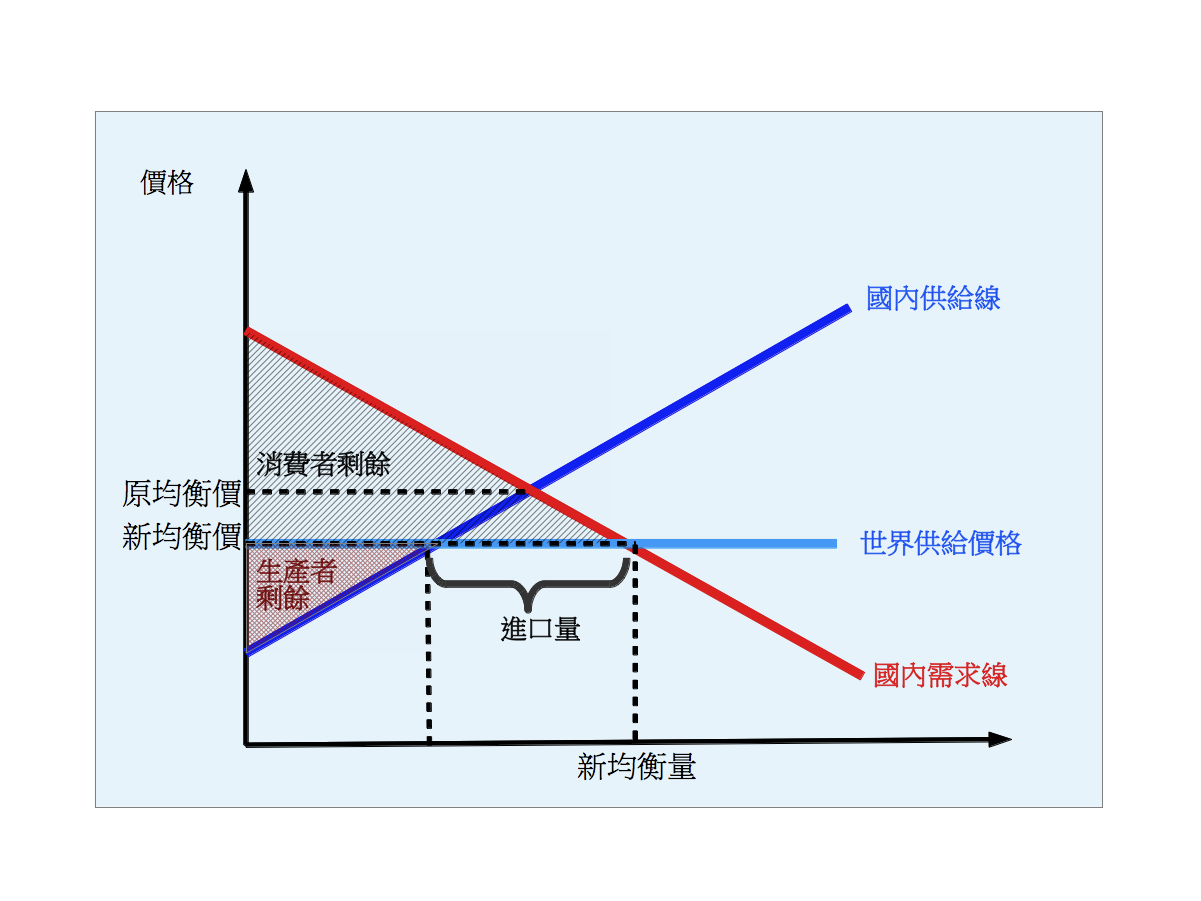
貿易後，進口價格較國內供給均衡價便宜的產品，新增的貿易利得。

經濟學的供需理論認為某一產品在國際貿易還沒發生之前，國內的需求（由國內眾多消費者組成），會與國內的供給（由國內眾多生產者組成）透過交易而得到均衡的價量，此均衡會對需求者會有消費者剩餘、對供給者則有生產者剩餘，如右圖的黑色斜線構成的三角形與紅色斜線構成的三角形。在國際貿易發生後，國際上產品價格如果比國內原本的均衡價還要低，會讓消費者想要購買更多的產品，於是造成均衡點右移，如右圖，比原供需圖多出一片梯形，即是此國因進口產品而新增加的利得。